# 奧古斯塔-瑪格麗特河郡
奧古斯塔－瑪格麗特河郡（英語：Shire of Augusta-Margaret River）是澳大利亞西澳西南部的一個地方政府 ，位於府城伯斯之南270公里處，轄境有2,243平方公里，近半土地為森林保護區或國家公園，其餘土地用於與乳製品、牛肉、養牛、葡萄釀酒等農業和觀光業；2006年，居民有10,353人。

## 議會
議會有議席7座，分由4個選區，各選出1至2位議員。

## 外部連結
- 奧古斯塔－瑪格麗特河郡官方網站（页面存档备份，存于）